# Distrito electoral de Lincoln (condado de Colfax, Nebraska)
Lincoln (en inglés: Lincoln Precinct) es un distrito electoral ubicado en el condado de Colfax en el estado estadounidense de Nebraska. En el Censo de 2010 tenía una población de 753 habitantes y una densidad poblacional de 8,12 personas por km².

## Geografía
Lincoln se encuentra ubicado en las coordenadas 41°42′23″N 96°57′16″O / 41.70639, -96.95444. Según la Oficina del Censo de los Estados Unidos, Lincoln tiene una superficie total de 92.79 km², de la cual 92.73 km² corresponden a tierra firme y (0.06%) 0.06 km² es agua.

## Demografía
Según el censo de 2010, había 753 personas residiendo en Lincoln. La densidad de población era de 8,12 hab./km². De los 753 habitantes, Lincoln estaba compuesto por el 97.61% blancos, el 0% eran afroamericanos, el 0.4% eran amerindios, el 0.4% eran asiáticos, el 0.27% eran isleños del Pacífico, el 0.13% eran de otras razas y el 1.2% pertenecían a dos o más razas. Del total de la población el 1.59% eran hispanos o latinos de cualquier raza.